# Кройл Тауншип (округ Кембрія, Пенсільванія)
Кройл Тауншип (англ. Croyle Township) — селище (англ. township) в США, в окрузі Кембрія штату Пенсільванія. Населення — 2307 осіб (2020).

## Демографія
Згідно з переписом 2010 року, у селищі мешкало 2339 осіб у 882 домогосподарствах у складі 666 родин. Було 930 помешкань
Расовий склад населення:
| - 99,2 % — білих - 0,3 % — чорних або афроамериканців - 0,1 % — корінних американців |

До двох чи більше рас належало 0,3 %. Частка іспаномовних становила 0,4 % від усіх жителів.
За віковим діапазоном населення розподілялося таким чином: 22,7 % — особи молодші 18 років, 60,8 % — особи у віці 18—64 років, 16,5 % — особи у віці 65 років та старші. Медіана віку мешканця становила 41,7 року. На 100 осіб жіночої статі у селищі припадало 104,5 чоловіків;  на 100 жінок у віці від 18 років та старших — 105,1 чоловіків також старших 18 років.
Середній дохід на одне домашнє господарство  становив 60 155 доларів США (медіана — 47 768), а середній дохід на одну сім'ю — 67 316 доларів (медіана — 61 500). Медіана доходів становила 48 750 доларів для чоловіків та 27 278 доларів для жінок. За межею бідності перебувало 10,8 % осіб, у тому числі 11,5 % дітей у віці до 18 років та 9,3 % осіб у віці 65 років та старших.
Цивільне працевлаштоване населення становило 1051 особа. Основні галузі зайнятості: освіта, охорона здоров'я та соціальна допомога — 32,4 %, роздрібна торгівля — 12,3 %, виробництво — 10,9 %.